# Gerard Peters

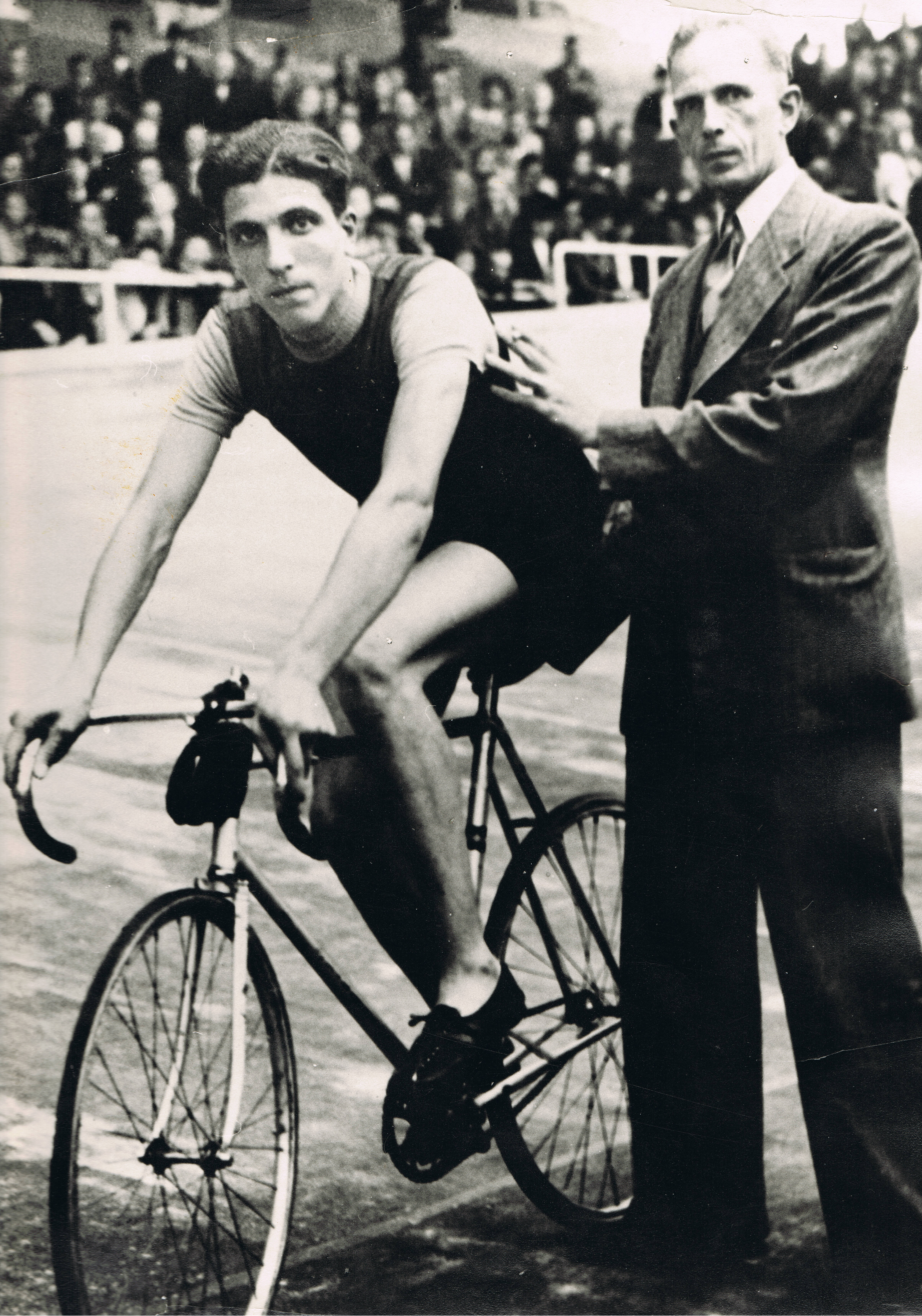
Ge Peters

Gerard „Gerrit“ Peters (* 31. Juli 1920 in Haarlem; † 6. April 2005 ebenda) war ein niederländischer Radrennfahrer und Weltmeister.
1941 wurde Gerrit Peters Niederländischer Meister der Amateure auf der Straße. Im Jahr darauf wurde er Profi; 1946 wurde er Niederländischer Meister in der Einerverfolgung auf der Bahn (nachdem er zuvor bereits zweimal auf dem Podium stand) und schließlich Weltmeister in dieser Disziplin bei den Titelkämpfen in Zürich.
Kurz danach stürzte Peters bei einem Bahnrennen in Gent schwer und brach sich den Arm, der eingeschränkt blieb. Mit mäßigem Erfolg fuhr Gerrit Peters in den folgenden Jahren bei Straßenradrennen mit. Erfolgreicher war er bei Sechstagerennen, wo er 37-mal startete. Sechsmal konnte er bei Sechstagerennen – 1954 die von Berlin und Antwerpen – gewinnen, gemeinsam mit Gerrit Schulte, der bei der Einerverfolgung auf der Bahn sein größter Konkurrent gewesen war. Sie wurden „die zwei Gerrits“ genannt. 1956 beendete er seine Radsport-Karriere, nachdem Schulte, in dessen Schatten der ruhige Peters immer gestanden hatte, die Zusammenarbeit mit ihm zugunsten von Peter Post beendet hatte.
Einmal, 1951, nahm Peters auch an der Tour de France teil, wo er weniger durch fahrerische Erfolge Furore machte als durch einen legendären Ausspruch. Als sein Landsmann und Teamkollege Wim van Est, der zu diesem Zeitpunkt das Gelbe Trikot trug, stürzte und eine Böschung herunterfiel, schaute Peters von oben auf diesen runter und sagte: „Het is net een boterbloem.“ (niederl. = „Es ist bloß eine Butterblume.“) Am nächsten Tag wurde das gesamte Team von Teamleiter Kees Pellenaars aus dem Rennen genommen.
Gerrit Peters, der von Fans auch schlicht „Gé“ genannt wurde, war verheiratet mit der Tochter des Sprint-Olympiasiegers Jacobus van Egmond. Eine Zeit lang betrieb er ein Restaurant in Zandvoort. Auch war er Sportlicher Leiter des Radsportteams Caballero.